# Penrith Panthers
Los Penrith Panthers ("Panteras de Penrith") son un equipo de rugby league de Penrith, un suburbio al oeste del área metropolitana de Sídney, Australia. Juega desde 1967 en la National Rugby League. 
Ha obtenido seis campeonatos en 1991, 2003, 2021, 2022, 2023 y 2024.
Los Panthers juegan de local en el Estadio de Penrith. Originalmente utilizaban vestimenta marrón. En 1991 paso a usar camiseta negra y blanca con vivos multicolores. Entre 2000 y 2007 jugó con camiseta negra con vivos azules, blancos y rojos. Desde 2008 juega con camiseta negra con vivos grises.
Algunos de los jugadores destacados de Penrith han sido Greg Alexander, John Cartwright, Brad Fittler y Royce Simmons.
Su clásico rival es Parramatta Eels con quienes disputan el derbi del oeste de Sídney.

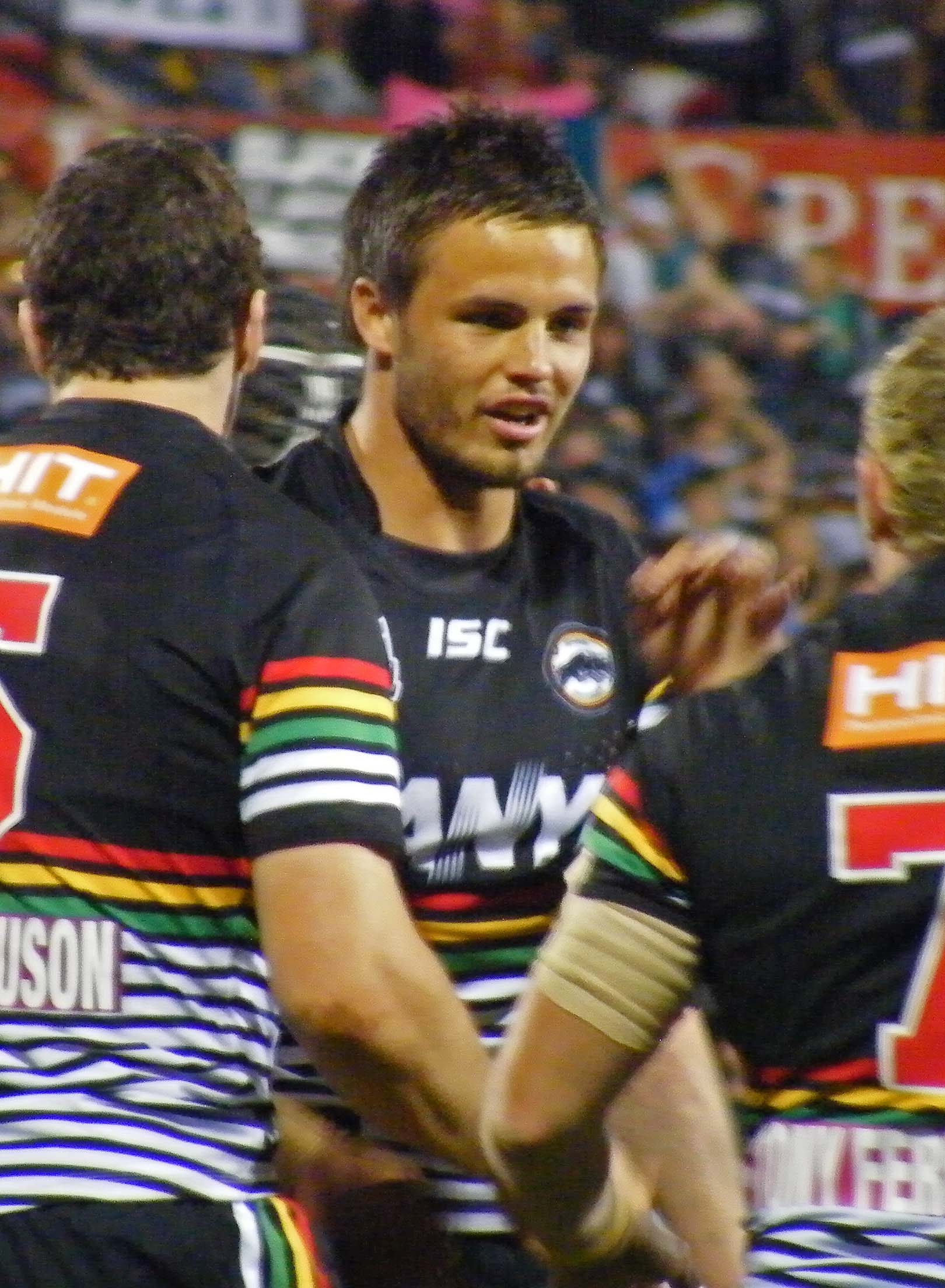
Penrith Panthers en la National Rugby League 2011

## Palmarés

### Torneos mundiales
- Subcampeón World Club Challenge (4): 1991, 2004, 2023, 2024

### Torneos nacionales
- National Rugby League (6): 1991, 2003, 2021, 2022, 2023, 2024.
- Minor Premiership (5): 1991, 2003, 2020, 2022, 2023